# 李凯国
李凯国（1916年—），男，四川平昌人，中华人民共和国政治人物，曾任宁夏军区副司令员，宁夏回族自治区政协副主席。